# Comarque de Baza
La comarque de Baza est une comarque appartenant à la province de Grenade en Espagne.
Liste des communes de la comarque de Baza :
- Baza
- Benamaurel
- Caniles
- Cortes de Baza
- Cuevas del Campo
- Cúllar
- Freila
- Zújar